# Benkanhalli, Shorapur
Benkanhalli là một làng thuộc tehsil Shorapur, huyện Gulbarga, bang Karnataka, Ấn Độ.